# Bogusław (województwo zachodniopomorskie)
Bogusław (do 1945 niem. Batzlow) – wieś w Polsce położona w województwie zachodniopomorskim, w powiecie myśliborskim, w gminie Dębno. Według danych z 2013 miejscowość liczyła 301 mieszkańców.
Wieś znajdowała się od pierwszej połowy XIII w. na uposażeniu chwarszczańskich templariuszy i następnie joannitów, od ok. 1250 na terytorium powstałej Nowej Marchii. Od 1540 do pierwszej połowy XIX w. Bogusław wchodził w skład domeny elektora brandenburskiego w Dębnie. Od 1945 leży w granicach Polski.
Wieś posiada dobrze zachowany klasyczny układ owalnicy; kościół z 1900. Ludność zajmuje się głównie rolnictwem.

## Toponimia
Nazwa pochodzi prawdopodobnie od domniemanego rycerza Bogusława, który mógł posiadać wieś przed przejęciem przez templariuszy.
Nazwa na przestrzeni wieków: Boguzlawe 1262; Bogusla 1295; Botchelov 1451; Bazelow 1460; Batzlow 1822; do 1945 Batzlow.

## Położenie
Wieś położona jest 7 km na południowy wschód od Dębna, 27 km od Myśliborza i 32 km od Gorzowa.
Zgodnie z podziałem fizycznogeograficznym Polski według Kondrackiego teren, na którym położony jest Bogusław należy do prowincji Nizina Środkowoeuropejska, podprowincji Pojezierza Południowobałtyckiego, makroregionu Pojezierze Południowopomorskie oraz w końcowej klasyfikacji do mezoregionu Równina Gorzowska.

## Środowisko przyrodnicze
We wsi Bogusław występuje wiele gatunków i stanowisk roślin chronionych, np. bluszcz pospolity. Na polach uprawnych i suchych agrocenoz występuje ptak potrzeszcz, odnaleziono również stanowiska kumaka nizinnego. Wzdłuż głównej drogi przez całą miejscowość do granicy gminy ciągnie się cenna aleja lipowa (obw. 1,8-2,15 m) o dł. 2,4 km. Powierzchnia lasów i łąk w leśnictwie Bogusław wynosi 1884,48 ha. Dominującym gatunkiem drzew jest sosna pospolita, która wykształciła różnowiekowe i zróżnicowane siedliskowo bory. W leśnych punktach kontrolnych wykazano terytorialnego puszczyka.

## Historia
- VIII-poł. X w. – w widłach Odry i dolnej Warty znajduje się odrębna jednostka terytorialna typu plemiennego, prawdopodobnie powiązana z plemieniem Lubuszan. Na północy od osadnictwa grupy cedyńskiej oddzielały ją puszcze mosińska (merica Massen) i smolnicka (merica Smolnitz). Mieszkańcy zajmowali się gospodarką rolniczo-hodowlaną.
- 960–972 – książę Mieszko I opanowuje tereny nadodrzańskie, obejmujące obręb późniejszej kasztelani cedyńskiej, ziemię kiniecką i kostrzyńską
- 1005 (lub 1007) – Polska traci zwierzchność nad Pomorzem, w tym również nad terytorium w widłach Odry i dolnej Warty
- 1112-1116 – w wyniku wyprawy Bolesława Krzywoustego, Pomorze Zachodnie uznaje zwierzchność lenną Polski
- Pocz. XIII w. - obszar na północ od linii Noteci-dolnej Warty i zachód od Gwdy w dorzeczu Myśli, Drawy, środkowej Iny, stanowi część składową księstwa pomorskiego; w niewyjaśnionych okolicznościach zostaje przejęty przez księcia wielkopolskiego Władysława Laskonogiego, a następnie jego bratanka, Władysława Odonica[9]
- 1232 – nadanie templariuszom przez księcia Władysława Odonica (lub wcześniej przez Henryka I Brodatego) wsi Chwarszczany wraz z 1000 łanami ziemi (ok. 15-17 tys. ha) między Odrą, Wartą i Myślą, w tym również Bogusławia
- 1250 – margrabiowie brandenburscy z dynastii Askańczyków rozpoczynają ekspansję na wschód od Odry; z zajmowanych kolejno obszarów powstaje następnie Nowa Marchia
- 31.12.1262[10] – wzmianka w dokumentach templariuszy pod nazwą Boguzlawe; Jan i Otton z dynastii askańskiej zawierają ugodę z Widekindem (Widekinusem), mistrzem templariuszy w Niemczech i krajach słowiańskich, na mocy którego templariusze w zamian za zrzeczenie się praw do miejscowości leżących przy drodze do Gorzowa (oppidum – prawdopodobnie przedlokacyjna osada targowa pod Kostrzynem, Kłośnica, Warniki, Dąbroszyn, Pudignowe i Witnica) oraz dóbr komandorii w Myśliborzu, otrzymują potwierdzenie posiadania komandorii chwarszczańskiej wraz z dziesięcioma wsiami (Bogusław, Carkzowe?, Cychry, Dargomyśl, Dębno, Gudzisz, Krześnica, Nyvik?, Oborzany, Sarbinowo). Formą zadośćuczynienia jest dodatkowo wieś Kaleńsko w ziemi kostrzyńskiej, będąca wcześniej w posiadaniu rycerskim[11].
- 23.04.1295 – wzmianka pod nazwą Bogusla w dokumencie wyznaczającym granicę między posiadłościami margrabiego brandenburskiego Albrechta a posiadłościami chwarszczańskich templariuszy[12]
- 02.05.1312 – rozwiązanie zakonu templariuszy bullą Ad providam papieża Klemensa V
- 1312 – posiadłości templariuszy na obszarze Marchii zajmują margrabiowie brandenburscy
- 1318 – w układzie zawartym w Cremmen, negocjowanym przez przedstawicieli przeora niemieckiego Pawła z Modeny i Leonarda de Tiburtis, margrabiowie brandenburscy potwierdzają joannitom posiadanie dóbr templariuszy
- 1320-1323 – po wygaśnięciu dynastii askańskiej, Nowa Marchia przejściowo przechodzi we władanie książąt pomorskich
- 1323 – władzę w Nowej Marchii obejmują Wittelsbachowie
- 02.04.1335 – w Chwarszczanach wymienia się joannitów jako właścicieli[13]
- 1402-1454/55 – ziemie Nowej Marchii pod rządami zakonu krzyżackiego
- 1450 - wieś całkowicie opustoszała[14]
- 1535-1571 – za rządów Jana kostrzyńskiego Nowa Marchia staje się niezależnym państwem w ramach Świętego Cesarstwa Rzymskiego
- 1538 – margrabia Jan Kostrzyński oficjalnie wprowadza na terenie Nowej Marchii luteranizm jako religię obowiązującą
- 15.06.1540 – komandoria Chwarszczany (w niej również wieś Bogusław) zostaje przejęta przez margrabiego Jana Kostrzyńskiego od joannitów, którzy zostają zmuszeni do przeniesienia konwentu do Świdwina. Bogusław przechodzi do domeny dębnowskiej[14]
- 1583 – kostrzyński ludwisarz Dietrich Kesler I odlewa dzwon dla miejscowości Bogusław; obiekt ten zostaje zarekwirowany w czasie II wojny światowej, obecnie ma znajdować się w Berlinie lub w jednej z miejscowości powiatu poczdamskiego[15]
- 1633 – istnieje folwark, określany jako „owczarnia”[14]
- 1660 (lub 1695) – zbudowano kościół, jako filialny parafii Mościce[14]
- 1696 – we wsi jest 10 zagrodników; nigdy nie posiadała ona pełnorolnych chłopów[14]
- 1701 – powstanie Królestwa Prus
- 24.08.1758 – wieś spalona przez kozackie oddziały rosyjskie w celu utrudnienia przemarszu wojskom Fryderyka II; odbudowano ją po kilku latach[14]
- 25.08.1758 – prusko-rosyjska bitwa pod Sarbinowem
- 1804 – we wsi jest 13 zagrodników[14]
- 1806-1807 – Nowa Marchia pod okupacją wojsk napoleońskich; na mocy traktatu w Tylży w dniu 12.07.1807 wojska francuskie opuszczają terytorium państwa pruskiego z wyjątkiem niektórych ważniejszych twierdz, pod warunkiem spłaty bądź zabezpieczenia nałożonej na Prusy kontrybucji wojennej
- 1807-1811 – reformy gospodarcze Steina- Hardenberga dotyczące zniesienia poddaństwa chłopów w Prusach

| Niemiecka nazwa      | Obiekt      | Położenie            | Polska nazwa                         | Ludność ok. 1820        | Ludność w 1852 |
| -------------------- | ----------- | -------------------- | ------------------------------------ | ----------------------- | -------------- |
| Batzlower Teerofen   | smolarnia   | 1,5 km na płn.-wsch. | Smolary Bogusławskie [nie istnieje]  | 5 [domena Chwarszczany] |                |
| Försterei Batzlow    | leśniczówka | 2 km na płn.-wsch.   | Smolarki Bogusławskie [nie istnieje] |                         |                |
| Försterei Bohlswalde | leśniczówka | 1,5 km na płn.-zach. | [nie istnieje]                       |                         |                |

- 1815-1818 – reformy administracyjne Prus zmieniają strukturę Nowej Marchii; wieś należy do powiatu Kostrzyn, w rejencji frankfurckiej, w prowincji brandenburskiej
- 1836 (1839) – w związku z likwidacją powiatu Kostrzyn[19], wieś przechodzi do powiatu Chojna, w rejencji frankfurckiej, w prowincji brandenburskiej
- 1828 – wieś kupuje były właściciel Dargomyśla, Karl Friedrich Boldt[20][21]
- 1853, 1866 – epidemia cholery, liczba ludności wsi zmniejszyła się o połowę[14]
- 1871-1918 – Nowa Marchia w ramach zjednoczonej Drugiej Rzeszy Niemieckiej
- 1900 – budowa kościoła (stan obecny)[14][20]
- 1.10.1907 – Boldtowie sprzedają majątek rodzinie von der Lancken[20]
- VIII.1909 – majątek nabywa kapitan Bachmann[20]
- IX.1916 – majątek nabywa właściciel ziemski Hintz[20]
- 1920 – ostatnimi właścicielami majątku zostaje rodzina Katzenellenbogen[20]
- 1928 – wieś obejmuje powierzchnię około 626 ha[14]
- 1930 – majątek zostaje przejęty przez towarzystwo ziemskie „Eigene Scholle” i rozparcelowany[20]
- 31.01.1945 – zajęcie przez wojska 2 Armii Pancernej 1 Frontu Białoruskiego[22]
- 1956 – otwarcie 4-klasowej szkoły podstawowej
- 1.09.1973 – dzieci zaczynają uczęszczać do zbiorczej szkoły podstawowej w Cychrach
- 1975 – w wyniku zmiany podziału administracyjnego zlikwidowany zostaje powiat chojeński; wieś należy do województwa gorzowskiego i gminy Dębno
- 1999 – w ramach zmiany podziału administracyjnego wieś należy do województwa zachodniopomorskiego, powiatu myśliborskiego i gminy Dębno

| Właściciel                                                  | Lata       |
| ----------------------------------------------------------- | ---------- |
| Zakon Templariuszy                                          | 1232-1312  |
| Margrabiowie brandenburscy                                  | 1312-1318  |
| Zakon Joannitów                                             | 1318-1540  |
| Margrabiowie brandenburscy, królowie Prus [w domenie Dębno] | 1540-1828? |
| von Boldt                                                   | 1828-1907  |
| von der Lancken                                             | 1907-1909  |
| Bachmann                                                    | 1909-1916  |
| Hintz                                                       | 1916-1920  |
| Katzenellenbogen                                            | 1920-1930  |
| Towarzystwo ziemskie "Eigene Scholle"                       | 1930       |

## Ludność
Liczba ludność w ostatnich 3 wiekach:

## Gospodarka
Struktura działalności gospodarczej na dzień 31.10.2004:
| Dział     | Ilość |
| --------- | ----- |
| Produkcja | 0     |
| Transport | 0     |
| Handel    | 0     |
| Usługi    | 0     |

W Bogusławiu funkcjonuje 76 gospodarstw rolnych, nastawionych na produkcję zbóż (jęczmień, owies, żyto, pszenica) oraz na hodowlę trzody chlewnej i bydła, brak jest gospodarstw nastawionych na produkcję ekologiczną.
Struktura gospodarstw indywidualnych (łącznie grunty fizyczne = 303,45 ha):
| Użytki rolne | Pow. w ha |
| ------------ | --------- |
| Orne         | 284,67    |
| Zielone      | 18,60     |
| Inne         | -         |
| Razem        | 303,27    |

Powierzchnia gospodarstw:
| Pow. w ha | Ilość |
| --------- | ----- |
| 1-5       | 62    |
| 5-10      | 5     |
| 10-20     | 8     |
| 20-50     | -     |
| 50-100    | -     |
| >100      | 1     |

## Edukacja
Dzieci uczęszczają do szkoły podstawowej w Cychrach, natomiast młodzież do gimnazjum publicznego w Dębnie.

## Organizacje i instytucje
Sołectwo Bogusław - ogół mieszkańców wsi Bogusław stanowi Samorząd Mieszkańców Sołectwa; teren działania sołectwa obejmuje wieś Bogusław - w jej granicach administracyjnych.

## Atrakcje turystyczne
- Kościół pw. św Jana Chrzciciela – filia kościoła parafialnego pw. św. Stanisława Biskupa Męczennika w Cychrach, zbudowany w 1900[28] Usytuowany w centrum wsi na widocznym wzniesieniu. Kościół orientowany, założony na planie prostokąta o wymiarach 17 × 9,60 m, korpus zbudowany z kamieni narzutowych, prezbiterium i wieża z cegły. Wnętrze kościoła jednoprzestrzenne, wyposażenie pochodzi z 1900.